# Блшани
Блшани (чеш. Blšany) град је у Чешкој Републици. Град се налази у управној јединици Устечки крај, у оквиру којег припада округу Лоуни.

## Становништво
Према подацима о броју становника из 2014. године град је имао 972 становника.